# Cryptodus tasmannianus
Cryptodus tasmannianus är en skalbaggsart som beskrevs av John Obadiah Westwood 1841. Cryptodus tasmannianus ingår i släktet Cryptodus och familjen Dynastidae. Inga underarter finns listade i Catalogue of Life.